# Black (Computerspiel)
Black ist ein Ego-Shooter des englischen Herstellers Criterion Games. Das Computerspiel wurde am 24. Februar 2006 veröffentlicht. Das Spiel überzeugte Spielekritiker durch die grafischen Fähigkeiten und durch die Schusswechsel, die sich an Hollywood-Filmen wie Heat oder Der Soldat James Ryan orientieren. Das Spiel wurde über eine Million Mal verkauft.

## Spielablauf
Der Spieler übernimmt die Rolle des Elite-Soldaten Jack Kellar. Da Kellar während mehrerer Missionen gegen direkte Befehle gehandelt hat, sitzt er im Gefängnis. In einem Verhör erzählt Kellar, was er während seines Aufenthaltes und seiner Einsätze in Ost-Europa erlebt hat. Die Erzählungen werden von den Missionseinsätzen unterbrochen, die der Spieler nachspielen muss.
Das Spiel besteht aus acht Missionen bzw. Levels. Während eines Levels kann der Spieler zwei Waffen und neun Handgranaten mit sich führen. Die Waffen können zudem durch Waffen, die im Level gefunden werden, ausgetauscht werden. Alle Waffen werden automatisch mit Munition nachgeladen, wenn das Magazin leer geschossen wurde und der Spieler weitere Magazine mit sich führt. Während dieser Prozedur wird der Hintergrund verschwommen dargestellt, um den Realismusgrad zu erhöhen. Einige Waffen können zusätzlich mit einem Schalldämpfer ausgerüstet werden, der auch im Level gefunden werden muss.
Die Levels sind linear aufgebaut, d. h. der Spieler muss in der Regel eine eher schmale und langgezogene Spielwelt durchlaufen. Während eines Levels kann nicht gespeichert werden, dafür existieren einige wenige Savepoints, an denen das Spiel wieder aufgenommen werden kann, wenn die Spielfigur stirbt. Wird ein Savepoint erreicht, so können die bisher durchquerten Levelabschnitte nicht mehr erreicht werden. Dies bedeutet auch, dass die dort zurückgelassenen Waffen, Munition und Medikits nicht mehr erreichbar sind.
In einigen Levels hat der Spieler einen oder zwei unsterbliche Mitkämpfer an seiner Seite, die komplett eigenständig reagieren, jedoch immer solange wie möglich in der Nähe des Spielers bleiben. Alternativ wird er in Level 4 (Nazrani Foundry / Stahlwerk von Nazrani) von einem Scharfschützen unterstützt, der, wenn möglich, Gegner aus der Entfernung ausschaltet.
Hauptziel ist es, einen Level zu durchqueren. Je nach Schwierigkeitsgrad, den der Spieler gewählt hat, müssen einige oder alle Nebenziele erfüllt werden. Die Nebenziele beinhalten das Auffinden von Dokumenten und Waffen oder die Zerstörung bestimmter Gebäude bzw. Safes. In den Schwierigkeitsgraden schwer und Black Ops sind zudem keine Medikits vorhanden. Eine Besonderheit beim Schwierigkeitsgrad Black Ops besteht darin, dass alle vorgegebenen Nebenziele zum erfolgreichen Beenden eines Levels erreicht werden müssen. Hat man zum Beispiel vor einem Savepoint ein Dokument vergessen oder ein bestimmtes Gebäude nicht zerstört, kann der Level nicht mehr erfolgreich beendet werden. Als kleine Hilfe stehen dem Spieler im Black-Ops-Modus die Silver Weapons zur Verfügung, die über unendlich Munition verfügen.

## Details

### Waffen
Das Spiel legt auf eine möglichst realistische Darstellung der Waffen wert. Einige Waffen haben eine hohe Schussrate, aber dafür auch eine hohe Streuwirkung, andere Waffen haben auf lange Entfernung eine hohe Durchschlagskraft, aber dafür eine niedrige Feuerrate. Der Rückstoßeffekt bewirkt, dass die Waffen nicht ruhig gehalten werden können. Einige Waffen haben unterschiedliche Betriebsmodi, wie Einzelschuss, Halbautomatik und Vollautomatik. Waffen, die mit einem Schalldämpfer ausgerüstet sind, verlieren etwas an Wirkung. Alle Waffen hinterlassen Einschussspuren und bewirken die Zersplitterung von Wänden oder Glasscheiben (Partikeleffekte).
Folgende Waffen sind im Spiel verfügbar: Glock 19, Magnum, DC3 Elite Pistole (das Ähnlichkeiten zur Desert Eagle und FN Five-seveN aufweist), Heckler & Koch MP5, MAC-10, IMI UZI SMG, FN P90, M16 Assault Rifle, AK-47, G36C, Walther WA 2000, Remington 870, SPAS-12, M249, M203, RPG-7.
| Waffe         | Typ                  | Schuss pro Magazin | max. Munitionsladung | Schalldämpfer | Schussmodus umschaltbar | verfügbar in Level  |
| ------------- | -------------------- | ------------------ | -------------------- | ------------- | ----------------------- | ------------------- |
| DC3 Elite     | Pistole              | 15                 | 100                  | ja            | nein                    | 1, 4                |
| Glock         | Pistole              | 12                 | 100                  | ja            | nein                    | 2, 5                |
| Magnum        | Pistole              | 6                  | 60                   | nein          | nein                    | 4, 8                |
| MAC10 Elite   | Maschinenpistole     | 70                 | 500                  | ja            | ja                      | 6, 7, 8             |
| UZI           | Maschinenpistole     | 90                 | 500                  | ja            | ja                      | 1, 3, 5, 6          |
| AK47          | Sturmgewehr          | 60                 | 500                  | ja            | ja                      | 1, 2, 3, 6          |
| G36C          | Sturmgewehr          | 70                 | 500                  | ja            | ja                      | 4, 8                |
| MP5           | Maschinenpistole     | 80                 | 500                  | ja            | ja                      | 5, 8                |
| M16           | Sturmgewehr          | 95                 | 500                  | ja            | ja                      | 5, 7                |
| P90           | Maschinenpistole     | 100                | 500                  | nein          | ja                      | 4                   |
| M249          | Maschinengewehr      | 150                | 600                  | nein          | nein                    | 6, 7, 8             |
| SPAS 12       | Schrotflinte         | 6                  | 120                  | nein          | nein                    | 1, 2, 3, 4, 5       |
| Remington 870 | Schrotflinte         | 8                  | 120                  | nein          | nein                    | 6, 7, 8             |
| Walther 2000  | Scharfschützengewehr | 5                  | 60+                  | nein          | nein                    | 3, 6, 7, 8          |
| M203          | Granatwerfer         | 1                  | 12                   | nein          | nein                    | 3, 7                |
| RPG           | Panzerfaust          | 1                  | 30+                  | nein          | nein                    | 1, 2, 3, 4, 5, 7, 8 |

### Effekte/Realismusgrad
Einige Gebäude sind zur Explosion vorgesehen. Hierbei wird dann eine vorberechnete Zerstörung präsentiert, ohne dass der Spielablauf unterbrochen wird.
Gegner können im Scheinwerferlicht verschwinden oder sich hinter Rauchschwaden verstecken. Zusätzlich sind Sonnenstrahlen sichtbar, die durch Bäume und Fensterscheiben durchscheinen.
Türen können nicht per Hand, sondern müssen durch Waffeneinsatz geöffnet werden.

### Gegner
Aufgrund des Aufbaus der Level (schmal und lang), der die zu berücksichtigenden Situationen reduziert, reagieren die Gegner relativ intelligent. Sie suchen beispielsweise nach Deckung oder greifen den Spieler koordiniert aus mehreren Richtungen an. Selbst die einfachsten Gegner können wie der Spieler selbst mehrere Treffer einstecken, ein direkter Kopftreffer ist jedoch bei den einfachen Soldaten sofort tödlich. Gegner, die eine Schutzweste oder ein Schild tragen, neigen zudem dazu, den Spieler direkt anzugreifen, da sie mehrere Treffer einstecken können oder nahezu komplett gegen kleinkalibrige Waffen geschützt sind.
Insgesamt gibt es folgende Arten von Gegnern:
- Einfache Soldaten, die mit Maschinenpistolen, Sturm- oder Maschinengewehren ausgerüstet sind.
- Soldaten, die über eine Panzerweste, eine kugelsichere weiße Gesichtsmaske und eine Schrotflinte verfügen und auf kurze Distanz äußerst gefährlich sind.
- Scharfschützen, die den Spieler aus einer auf den ersten Blick nicht einsehbaren Position mit einer weitreichenden, äußerst schlagkräftigen Waffe unter Feuer nehmen.
- Soldaten, die mit einer RPG-7 (ein tragbarer Antipanzer-Raketenwerfer) ausgerüstet sind und den Spieler von weiter entfernten, meist unzugänglichen Punkten ins Visier nehmen (z. B. Kirchtürme).
- Soldaten mit schwerem Sturmschild: Dieser Schild wird in Gängen aufgestellt und ist dann immobil. Er ist komplett kugelsicher und kann auch durch intensiven Beschuss nicht vernichtet werden.
- Elitetruppen: Diese Gegner tragen einen bedingt kugelsicheren Plexiglas-Schild, der eine gewisse Anzahl Kugeln abwehren kann, ehe er zerstört wird, und eine Ganzkörperpanzerung, die ebenfalls eine gewisse Anzahl an Treffern einsteckt. Sie sind mit großkalibrigen Revolvern (Magnum) oder Mac-10-Elite-MPs bewaffnet und auch auf große Distanz sehr treffsicher.

## Level
Der Spieler ist Anführer des Teams Bravo, das ein Mitglied der kriminellen Organisation Seventh Wave aufspüren soll.
Veblensk City Street / Straßen von VeblenskDieser Level ist ein Einführungslevel, da er relativ kurz ist. In diesem Level muss eine Straße in Veblensk durchquert werden. Höhepunkt ist der Überraschungsangriff der Gegner durch die Sprengung der Außenmauer eines Museums. Zwei Soldaten dienen nach der Kontaktaufnahme mit der Black-Zelle als Unterstützung.
Treneska Border Crossing / Treneska-GrenzübergangHier muss zuerst ein Grenzgebiet, dann eine größere Grenzstation, dann eine kleine Brücke überquert werden. Ziel ist eine Farm. In einem Gebäude sind wichtige Geheimdienstinformationen zurückzuholen. Hat der Spieler dies geschafft, wird das Gebäude von zahlreichen Gegnern umzingelt und gestürmt.
Naszran Town / NasranDie Mission beginnt auf einem Friedhof, auf dem der Spieler von einem Scharfschützen unter Beschuss genommen wird. Hat der Spieler das Haus mit dem Scharfschützen erreicht und das Scharfschützengewehr in Besitz genommen, wird das Haus von den Gegnern gestürmt. Anschließend muss der Spieler zwei weitere Scharfschützenstände ausschalten. Danach muss er sich durch Schützengräben bis zu einer großen Häuserfront durchkämpfen und dabei auf Gegner mit RPG-7 Waffen aufpassen. Das Ziel ist das Stahlwerk des nächsten Levels. Eine Soldatin unterstützt den Spieler.
Naszran Foundry / Stahlwerk von NasranZiel in dieser Mission ist ein Stahlwerk, in dem sich eine getarnte Waffenfabrik befindet, deren Fertigungsmaschinen und Hochöfen vernichtet werden müssen. Auf dem Weg dorthin befindet sich auch ein Minenfeld. Unterstützt wird der Spieler durch eine Scharfschützin.
Tivliz Asylum / Tivliz-AnstaltIn einer zerstörten Irrenanstalt muss das Mitglied der Organisation gefunden werden. Am Anfang der Mission gibt es zwei Soldaten zur Unterstützung, nachdem der Spieler ins Innere der zerschossenen Anstalt eingedrungen ist, ist er auf sich allein gestellt und sieht sich u. a. MG-Nestern und einer massiv besetzten letzten Halle gegenüber.
Vratska Dockyard / Vratska-WerftDas Team Bravo soll dem Team Alpha zur Hilfe kommen, das gerade in einer Werft den Anführer der kriminellen Organisation aufspüren soll. Die Mission endet damit, dass das Team Bravo zu spät kommt und das Team Alpha tot auffindet. Kurz vor Ende des Levels erschweren Scharfschützen von Kränen aus das Weiterkommen.
Graznei Bridge / Graznei-BrückeAuf der Suche nach dem Anführer muss eine Brücke überquert werden, die stellenweise vermint ist. Es wird nicht nur auf der Brücke gekämpft, sondern auch unter der Brücke auf Geländern und oben auf den Trägern der Brücke. Zwei Soldaten dienen wieder zur Unterstützung. Das Tor zum nächsten Level wird massiv bewacht, hier ist der Spieler auf sich allein gestellt.
Spetriniv Gulag / Gulag von SpetrinivNach einem Häuserkampf und einem schwer bewachten Innenhof muss der Spieler in ein unterirdisches Versteck eindringen. Der Endkampf findet in einem isolierten Raum statt, in den der Spieler durch ein mit schwerbewaffneten Gegnern und MG-Nestern gespicktes Tunnelsystem gelangt. Da man nach dem Betreten des Raumes von einem Panzerschott eingeschlossen wird, muss man zunächst vom Tunnelausgang aus kämpfen, wobei man ebenfalls gegen große Mengen an Elitetruppen anrennt, später muss der Raum von zwei MG-Nestern und mehreren Soldaten mit RPG-7 gesäubert werden, ehe die Mission endet.
In der Endsequenz erfährt der Spieler, dass zwar der Anführer William Lennox entkommen ist, aber dafür offiziell für tot gehalten wird. Es wird angedeutet, dass in einer Fortsetzung der Spieler wieder diesen Anführer verfolgen wird.

## Bewertungen
Das Spiel wurde in der Fachpresse überdurchschnittlich bewertet, wobei die Bestnoten über 90 % nicht vergeben wurden (z. B.: 4players.de: 84 %, gamezone.de: 7,9 (gut), gameswelt.de: 85 %, justgamers.de: 88 %).
videogameszone.de schreibt zu Black: „Jeder einzelne Level von Black wäre in einem anderen Ego-Shooter ein Highlight oder der furiose Endlevel. Vom Start weg wird hier geklotzt und nicht ge-kleckert. Selbst wenn man Sie nur mit Uzi und Pistole in die Schlacht schickt, bebt alle drei Meter der Bildschirm und bei entsprechendem Hi-Fi-Equipment das ganze Wohnzimmer. […] Diese optische Ähnlichkeit zum Medium Film ist übrigens kein Zufall. Alex Ward, Creative Director des Spiels, gibt es ganz offen zu: „Viele Menschen lieben Actionfilme. Wir wollten die Action von der Leinwand direkt ins Wohnzimmer bringen.“ Ob Terminator, Stirb langsam, True Lies oder The Rock, Fans dieser Actionklassiker werden immer wieder Stellen im Spiel entdecken, die eindeutig von diesen Zelluloid-Vorlagen inspiriert wurden.“